# Алексеев, Николай Алексеевич (лётчик)
Никола́й Алексе́евич Алексе́ев (род. 17 [30] марта 1914 года, Рыбное, Рязанский уезд, Рязанская губерния, Российская империя — 28 сентября 1977 года, Москва, СССР) — советский военный лётчик. В годы Великой Отечественной войны — гвардии майор, штурман 18-го гвардейского авиационного полка 2-й гвардейской авиационной дивизии 2-го гвардейского авиационного корпуса авиации дальнего действия СССР. Герой Советского Союза (19.08.1944), полковник (1951).

## Биография
Родился 17 (30) марта 1914 года в селе Рыбное. В 1933 году окончил 9 классов школы в Рязани. Работал помощником машиниста паровоза, заведующим клубом в селе Мервино (ныне — в черте Рязани).
В армии с декабря 1936 года. В 1937 году окончил Оренбургскую военную авиационную школу лётчиков и лётчиков-наблюдателей. Служил штурманом в АОН-2, в Орловском военном округе.
Участник боевых действий в Китае в августе 1939 — январе 1940. Совершил несколько боевых вылетов на бомбардировщике ДБ-3А в составе авиаэскадрильи под командованием Н. А. Козлова.
Участник Великой Отечественной войны:
- В декабре 1941 — мае 1943 — штурман звена 750-го авиационного полка дальнего действия. Участвовал в контрнаступлении под Москвой, в обороне Ленинграда и Сталинградской битве.
- С мая 1943 — штурман авиаэскадрильи, заместитель штурмана полка по радионавигации
- С декабря 1943 года — штурман 18-го гвардейского авиационного полка дальнего действия. Участвовал в освобождении Смоленска, Крыма и Румынии, штурме Кёнигсберга и Берлинской операции.

К августу 1944 года совершил 218 боевых вылетов на бомбардировщиках ДБ-3 и Ил-4.
За мужество и героизм, проявленные в боях, Указом Президиума Верховного Совета СССР от 19 августа 1944 года гвардии майору Алексееву Николаю Алексеевичу присвоено звание Героя Советского Союза с вручением ордена Ленина и медали «Золотая Звезда» (№ 4066).
После войны продолжал службу в Дальней авиации. В 1947 году окончил Высшие курсы усовершенствования штурманов при 2-й Ивановской высшей авиационной офицерской школе Дальней авиации. С 1953 года — штурман-инспектор в Главном Штабе ВВС. С мая 1961 года полковник Н. А. Алексеев в запасе.
Жил в Москве. Умер 28 сентября 1977 года. Похоронен на Кузьминском кладбище в Москве.

## Награды
- Медаль «Золотая Звезда» Героя Советского Союза (№ 4066, 19.08.1944)
- Два ордена Ленина (29.07.1943, 19.08.1944)
- Орден Красного Знамени (29.03.1942)
- Орден Отечественной войны I степени (20.06.1942)
- Два ордена Красной Звезды (13.06.1952, 29.04.1954)
- Медали, в том числе:
  - Медаль «За победу над Германией в Великой Отечественной войне 1941—1945 гг.»
  - Юбилейная медаль «Двадцать лет Победы в Великой Отечественной войне 1941—1945 гг.»
  - Юбилейная медаль «Тридцать лет Победы в Великой Отечественной войне 1941—1945 гг.»